# Marxismo e religião
O fundador do marxismo, o pensador alemão Karl Marx, tinha uma atitude crítica com religião. Por um lado, via a utilização dessa ideologia como "o ópio do povo", ou seja, instrumento usado pelas classes dominantes para dar à classe trabalhadora uma falsa esperança sobre a resolução dos problemas sociais apresentados. Em última instância, a superação da divisão entre pobres e ricos só pode ser superada no pós-morte, no paraíso. Por outro lado, acabava por reconhecer a religião como uma forma de protesto das classes trabalhadoras contra suas más condições econômicas. Inclusive, em sua polêmica com os Bauer e os neohegelianos, quando vai escrever os Manuscritos Econômicos-Filosóficos de 1844, Marx vai defender a distinção entre o Estado e a religião - mas não a aniquilação da religiosidade como um todo, como Bauer defendia.
Na interpretação do marxismo, com robusta filosofia materialista, distanciada da teologia, a religião é uma tema a ser tratado dentro do campo privado, totalmente diferenciado do campo da política estatal. Essa é a posição de Marx e posteriormente de Lenin, um dos líderes bolcheviques da revolução russa. Ou seja, a religião não é um tema do Estado e não cabe a ele o poder de decidir a crença individual das pessoas - que pode se reivindicar ateu ou teísta. Entretanto, na prática, muitas vezes a religião é usada como apaziguador das lutas.